# 中核市市長会
中核市市長会（ちゅうかくししちょうかい）は、日本の中核市相互の緊密な連携により調査・研究、関係機関への要望活動等を通して、中核市行財政の円滑な運営及び進展を図る事により、地方分権の推進に努める事を目的として設立された。かつて2005年までは、「中核市連絡会」という名称で活動していた。現在、全国62市に制定されている。

## 概要
令和5年度役員体制
- 会長 - 福島市長（福島県）
- 副会長 - 山形市長（山形県）会長職務代理者、水戸市長（茨城県）、松江市長（島根県）、一宮市長（愛知県）、豊中市長（大阪府）
- 監事 - 旭川市長（北海道）、鹿児島市長（鹿児島県）
- 顧問 - 高槻市長（大阪府）、豊田市長（愛知県）、奈良市長（奈良県）、倉敷市長（岡山県）

## 沿革
- 1998年 - 「中核市連絡会」が設立される。
- 2005年 - 名称が「中核市連絡会」から「中核市市長会」に変更される。

## 中核市サミット
中核市制度が施行された1996年から毎年、全国のいずれかの中核市を開催地としたサミットが開かれている。
2018年のサミットは、10月18日に岡山県倉敷市にて開催される予定だったが、平成30年7月豪雨による被害の復旧・復興に取り組むため初めての中止となった。
2019年のサミットは、10月31日に長野県長野市で開催される予定だったが、令和元年東日本台風（台風19号）の影響により中止となった。
| 回   | 年月日         | 開催都市         | 会場                             | メインタイトル                            | テーマ                                                                            |
| ---- | -------------- | ---------------- | -------------------------------- | ----------------------------------------- | --------------------------------------------------------------------------------- |
| 1    | 1996年10月24日 | 大阪府堺市       | リーガロイヤルホテル堺           | 中核市サミット&地方分権シンポジウム in 堺 | 集権から分権へ「都市が変われば、くらしも変わる」 ～地方の時代をリードする中核市～ |
| 2    | 1997年10月20日 | 静岡県静岡市     | ホテルセンチュリー静岡           | 中核市サミット'97 in 静岡                 | 地方自治法施行50周年 地方分権ルネサンス ～中核市からの熱きメッセージ～            |
| 3    | 1998年7月22日  | 熊本県熊本市     | ニュースカイホテル               | 中核市サミット'98 in 熊本                 | 地方の新しい”かたち”を創造する                                                    |
| 4    | 1999年10月20日 | 新潟県新潟市     | ホテルオークラ新潟               | 中核市サミット'99 in 新潟                 | 自主・自立の地方自治新時代 ～地域主権を中核市から～                               |
| 5    | 2000年10月31日 | 兵庫県姫路市     | ホテルサンガーデン姫路           | 中核市サミット2000 in 姫路                | 21世紀の都市のかたちを創る ～新しい地方分権の時代に向けて～                       |
| 6    | 2001年10月16日 | 愛知県豊田市     | 名鉄トヨタホテル                 | 中核市サミット2001 in 豊田                | 自立と連携「地方分権新時代」 ～分権の旗手 中核市～                                |
| 7    | 2002年11月27日 | 長崎県長崎市     | 長崎プリンスホテル               | 中核市サミット2002 in 長崎                | 21世紀の新しい都市を創造する ～自治体の先駆者 中核市の役割と責務～                |
| 8    | 2004年1月14日  | 高知県高知市     | ホテル日航高知旭ロイヤル         | 中核市サミット2003 in 高知                | 地方制度改革・中核市新時代 ～中核市のさらなる飛躍をめざして～                     |
| 9    | 2004年11月18日 | 宮崎県宮崎市     | シーガイアコンベンションセンター | 中核市サミット2004 in 宮崎                | 大きな時代の変革の中で…地方分権と中核市… －自主・自立の地域社会をめざして－       |
| 10   | 2005年11月10日 | 愛知県豊橋市     | ホテル日航豊橋                   | 中核市サミット2005 in 豊橋                | 中核市新時代 真の地方分権社会の実現に向けて                                       |
| 11   | 2006年11月7日  | 岐阜県岐阜市     | 長良川国際会議場                 | 中核市サミット2006 in 岐阜                | 一層の分権型社会の構築に向けて                                                    |
| 12   | 2007年11月6日  | 神奈川県横須賀市 | 横須賀芸術劇場                   | 中核市サミット2007 in 横須賀              | 地方分権新世紀 －行動力ある中核市を目指して                                       |
| 13   | 2008年11月6日  | 広島県福山市     | 福山ニューキャッスルホテル       | 中核市サミット2008 in 福山                | 地方分権の新たなステージ －地方主権による地方自治の確立に向けて－                 |
| 14   | 2009年11月5日  | 愛媛県松山市     | 松山全日空ホテル                 | 中核市サミット2009 in 松山                | 結束・中核市 ～中核市から日本を変える～                                           |
| 15   | 2010年10月28日 | 福島県郡山市     | ホテルハマツ                     | 中核市サミット2010 in 郡山                | 「明日を拓く中核市」 ～活気あふれる地域社会を目指して～                           |
| 16   | 2011年11月1日  | 和歌山県和歌山市 | ダイワロイネットホテル和歌山     | 中核市サミット2011 in 和歌山              | 「共に歩む中核市」 ～地域のパワーを結集して～                                     |
| 17   | 2012年11月1日  | 青森県青森市     | ホテル青森                       | 中核市サミット2012 in 青森                | 市民と共につくる中核市 ～地域主権改革をリードする中核市を目指して～               |
| 18   | 2013年11月7日  | 山口県下関市     | 山口県国際総合センター           | 中核市サミット2013 in 下関                | 発信しよう！地域の声～行動する中核市へ～                                          |
| 19   | 2014年11月6日  | 香川県高松市     | サンポートホール高松             | 中核市サミット2014 in 高松                | 持続可能性の先に灯す希望を求めて ～人口減少社会への対応～                         |
| 20   | 2015年11月5日  | 群馬県前橋市     | ヤマダグリーンドーム前橋         | 中核市サミット2015 in 前橋                | 中核市から地方創生を！ ～中核市の英知を終結し、発信（つたえ）よう～               |
| 21   | 2016年10月27日 | 福島県いわき市   | ホテルハワイアンズ               | 中核市サミット2016 in いわき              | 共に創る未来へ ～中核市から切り拓く“この国のかたち”～                             |
| 22   | 2017年10月26日 | 鹿児島県鹿児島市 | 城山観光ホテル                   | 中核市サミット2017 in 鹿児島              | 地方から創る“豊かさ” ～次代の｢まち｣･｢ひと｣･｢しごと｣づくり～                       |
| 中止 | 2018年10月18日 | 岡山県倉敷市     | 倉敷アイビースクエア             | 中核市サミット2018 in 倉敷                |                                                                                   |
| 中止 | 2019年10月31日 | 長野県長野市     | ホテル国際21                     | 中核市サミット2019 in 長野                | まちの活力づくり ～地域の中核を担う都市として～                                   |
| 23   | 2020年10月29日 | 岡山県倉敷市     | 倉敷アイビースクエア             | 中核市サミット2020 in 倉敷                | 地域を創り、地域に生きる ～中核市が育む日本の力～                                 |
| 24   | 2021年11月11日 | 愛媛県松山市     | ANAクラウンプラザホテル松山      | 中核市サミット2021 in 松山                | 力強く、持続可能な中核市へ〜未来を切り拓く新時代のまちづくり                      |
| 25   | 2022年10月27日 | 愛知県豊田市     | 名鉄トヨタホテル                 | 中核市サミット2022 in 豊田                | 多様な主体とつながり、くらし、暮らし楽しむ〜中核市が描く「ミライのその先〜」      |
| 26   | 2023年11月1日  | 栃木県宇都宮市   | ライトキューブ宇都宮             | 中核市サミット2023 in 宇都宮              | 未来世代への責任と実践 ～夢や希望がかなう中核市を目指して～」                     |
| 27   | 2024年10月31日 | 秋田県秋田市     | あきた芸術劇場ミルハス           | 中核市サミット2024 in 秋田                | これからをつくる、これからを生きる ～中核市が創る「ひと・まち・くらし」の未来～   |